# Centro Cultural Cartola
Centro Cultural Cartola é um instituto ligado à memória do Carnaval do Rio de Janeiro, localizado na Mangueira.

## Museu do Samba
Nele funciona, desde 2013, o Museu do Samba, um museu que abriga vasto acervo material que inclui fantasias que remetem às alas consideradas mais tradicionais dentro das escolas de samba, bem como os principais instrumentos que compõem a bateria de uma escola, além de uma sala de vídeo.
O museu do Centro Cultural Cartola não deve ser confundido com outro museu, criado em 2001, e que funciona na Cidade Nova, junto ao Sambódromo da Marquês de Sapucaí.